# Давенпорт (Ајова)
Давенпорт (енгл. Davenport) град је у америчкој савезној држави Ајова. По попису становништва из 2010. у њему је живело 99.685 становника.

## Демографија
Према попису становништва из 2010. у граду је живело 99.685 становника, што је 1.326 (1,3%) становника више него 2000. године.
|                   | 2010.           | 2000.           |
| Укупно            | 99 685 (100,0%) | 98 359 (100,0%) |
| Белци             | 76 404 (76,65%) | 79 972 (81,31%) |
| Афроамериканци    | 10 759 (10,79%) | 9 093 (9,245%)  |
| Хиспаноамериканци | 7 255 (7,278%)  | 5 268 (5,356%)  |
| Остали            | 3 097 (3,107%)  | 2 059 (2,093%)  |
| Азијати           | 2 170 (2,177%)  | 1 967 (2,000%)  |